# Iso Jäkäläjärvi
Iso Jäkäläjärvi är en sjö i Kiruna kommun i Lappland och ingår i Torneälvens huvudavrinningsområde. Sjön har en area på 0,608 kvadratkilometer och ligger 409 meter över havet. Sjön avvattnas av vattendraget Vuokkasenjoki.

## Delavrinningsområde
Iso Jäkäläjärvi ingår i det delavrinningsområde (761899-174592) som SMHI kallar för Mynnar i Muonioälvens vattendragsyta. Medelhöjden är 445 meter över havet och ytan är 15,7 kvadratkilometer. Räknas de 5 avrinningsområdena uppströms in blir den ackumulerade arean 112,14 kvadratkilometer. Vuokkasenjoki som avvattnar avrinningsområdet har biflödesordning 3, vilket innebär att vattnet flödar genom totalt 3 vattendrag innan det når havet efter 459 kilometer. Avrinningsområdet består mestadels av skog (86 procent). Avrinningsområdet har 0,88 kvadratkilometer vattenytor vilket ger det en sjöprocent på 5,6 procent.